# Haltern am See
Haltern am See is een stad en gemeente in de Duitse deelstaat Noordrijn-Westfalen, gelegen in de Kreis Recklinghausen, aan de noordoever van de Lippe en het Wesel-Dattelnkanaal (WDK). De gemeente telt 37.845 inwoners (31 december 2020) op een oppervlakte van 158,49 km².

## Plaatsen in de gemeente Haltern am See
- Flaesheim, ten zuiden van de Lippe
- Haltern am See (Stadtmitte)
- Hamm-Bossendorf, rondom de bruggen over de Lippe en het WDK (2.000 inwoners)
- Holtwick
- Hullern, ten oosten van de stad
- Lavesum, ten noorden van de stad
- Lippramsdorf, ten westzuidwesten van de stad
- Sythen, enige kilometers ten noordoosten van de stad

## Verkeer
Haltern is per trein te bereiken vanuit het Ruhrgebied en Münster. Aan dezelfde spoorlijn is ook, verder noordoostelijk, de treinhalte Sythen.
Afrit 8 van de Autobahn A43 ligt direct ten zuidwesten van de stad. Ortsteil Lavesum heeft 6 kilometer verder een eigen afrit aan deze Autobahn (nr. 7). Ook Bundesstraße 58 loopt van west naar oost door Haltern.
De gemeente ligt aan de alleen voor kleine plezierboten, kano's en dergelijke bevaarbare Lippe. Parallel hieraan loopt het WDK. Ter hoogte van Flaesheim ligt een sluis in dit kanaal en 2 kilometer verder oostwaarts een grote jachthaven.

## Geschiedenis
Haltern is vermoedelijk door de Romeinen gesticht. Dezen hadden er rond het begin van de jaartelling diverse legerkampen langs de Lippe. Wellicht is Haltern het Romeinse kamp Aliso, dat na de verloren Slag bij het Teutoburgerwoud (9 n.Chr.) als enige tegen de door Arminius geleide Germanen stand hield. Het huidige Romeinse Museum ligt juist op een archeologische vindplaats, die met dit legerkamp identiek kan zijn geweest.
Van de Middeleeuwen tot aan de Napoleontische tijd behoorde Haltern tot het Prinsbisdom Münster. Mede daardoor zijn de christenen in de gemeente overwegend rooms-katholiek.
Tijdens de Ruhropstand vond op 21 maart 1920 een vrij groot gevecht plaats, waarna de opstandelingen Haltern met de strategisch belangrijke Lippebrug ruim een week lang onder controle hadden.
In de Tweede Wereldoorlog werd Haltern zwaar gebombardeerd door de geallieerden. Ook het in 1907 door keizer Wilhelm II opgerichte oude Romeinse Museum ging daarbij verloren.

## Toerisme, bezienswaardigheden
- Het in 1993 heropgerichte Romeinse Museum[2], officieel het LWL-Römermuseum Haltern am See, geniet internationale bekendheid. Er is ook een Romeins bouwterrein, waar de bouw van een Romeins legerkamp uit de periode van rond het begin van de jaartelling wordt nagebootst. Het museum organiseert ook veel activiteiten voor kinderen, vooral in schoolverband. Verder kan men er vaardigheden van Romeinse legioensoldaten aanleren.
- Haltern ligt bij een stuwmeer in de Stever, die er in de Lippe uitmondt. Daar zijn veel watersportmogelijkheden.
- Ten noorden van Haltern strekt zich de grotendeels beboste heuvelrug Hohe Mark uit, een geliefd doel voor wandelaars.
- Flaesheim heeft een jachthaven aan het Wesel-Dattelnkanaal (Marina Flaesheim) met camping en aangrenzende recreatieplas.

## Foto's

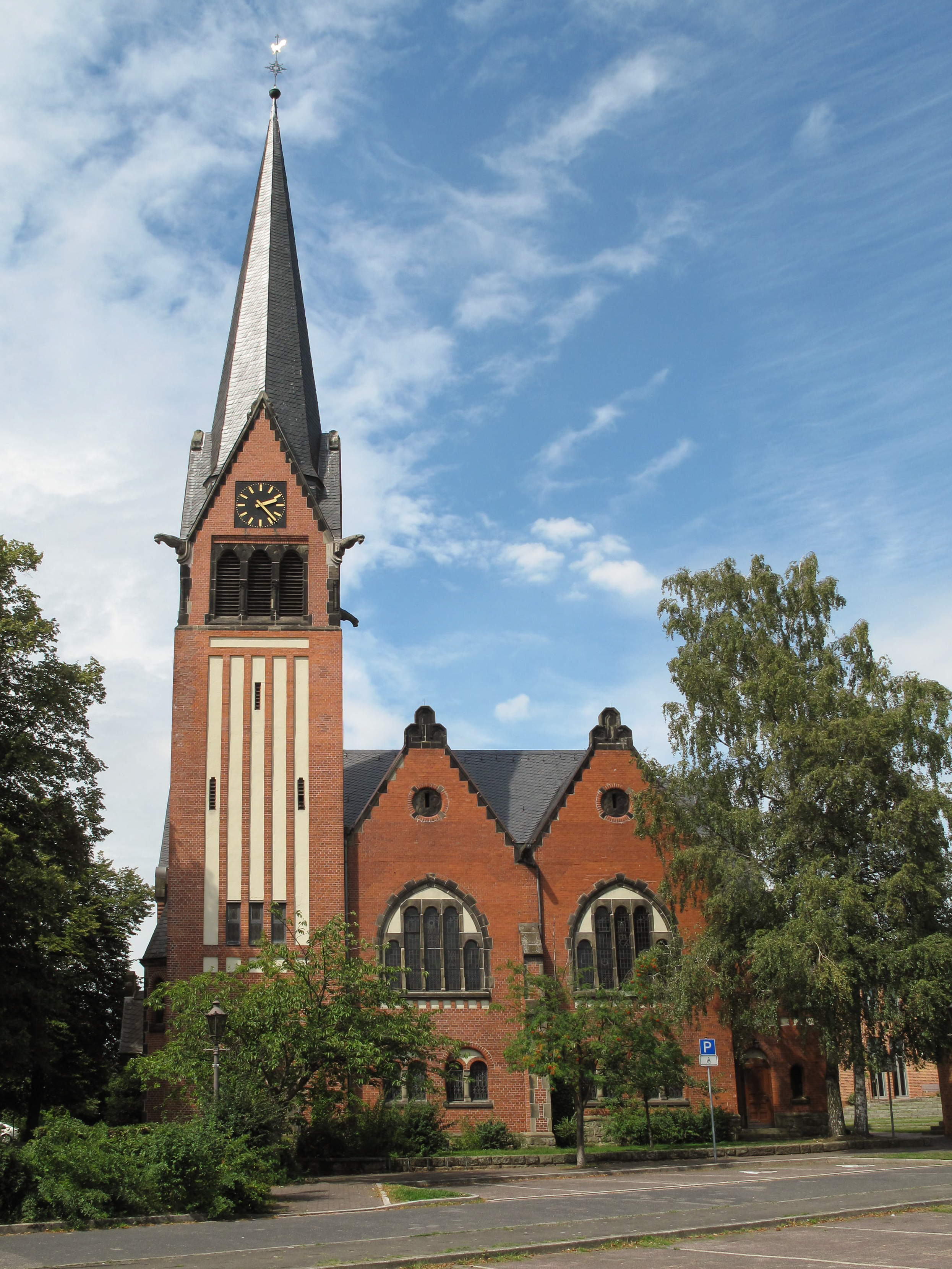
Kerk
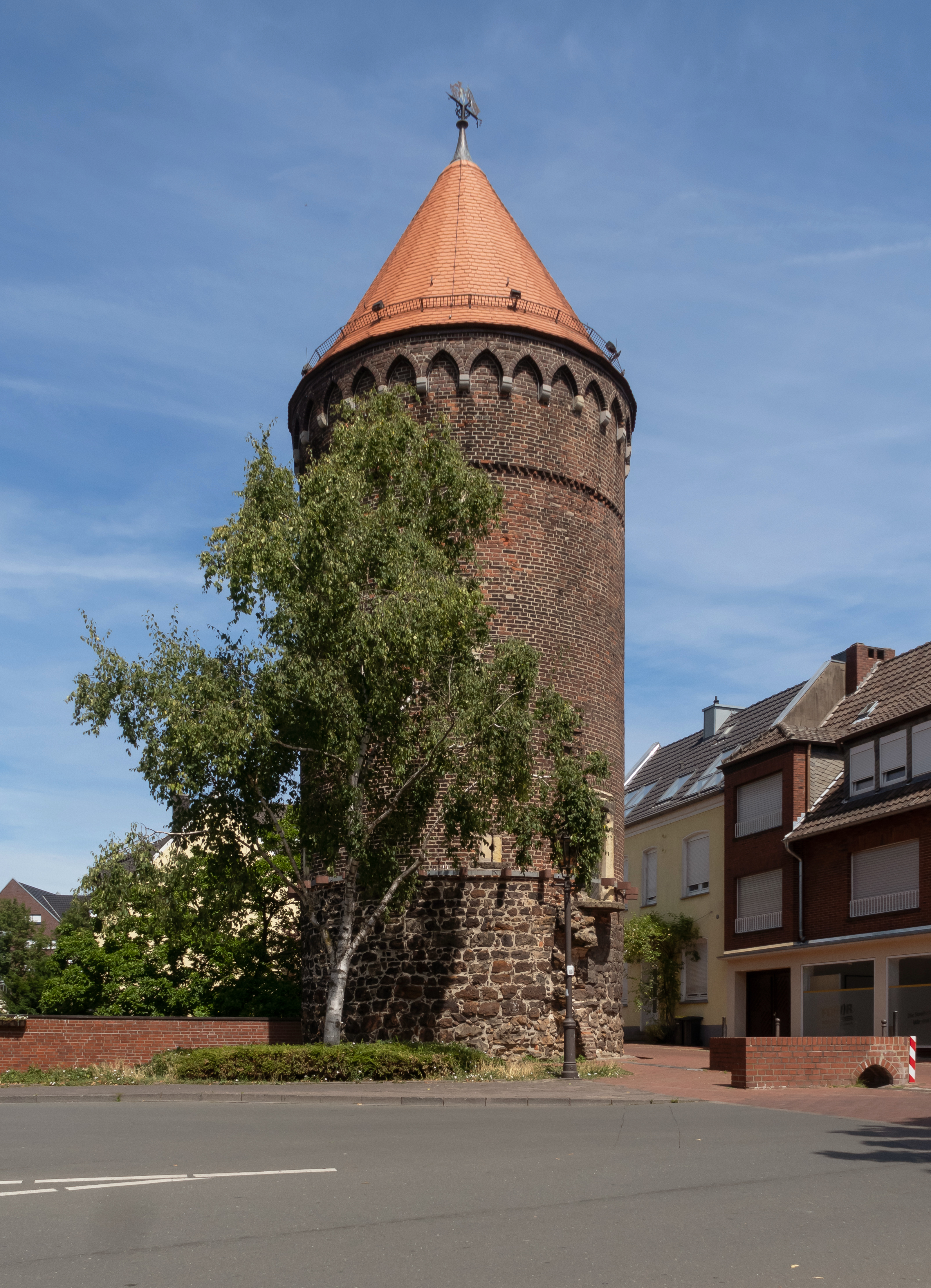
Toren: der Siebenteufelsturm
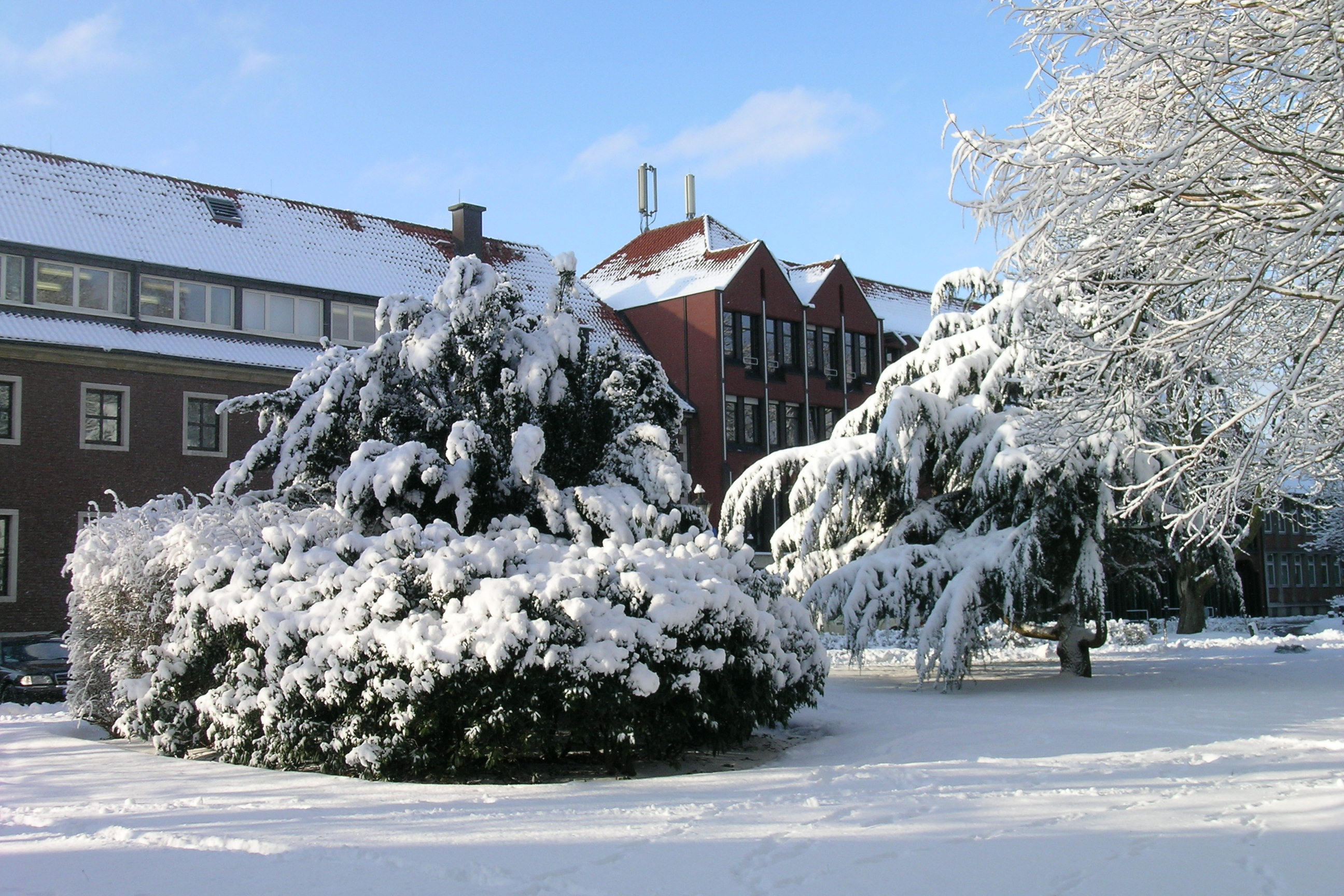
Nieuwe gemeentehuis
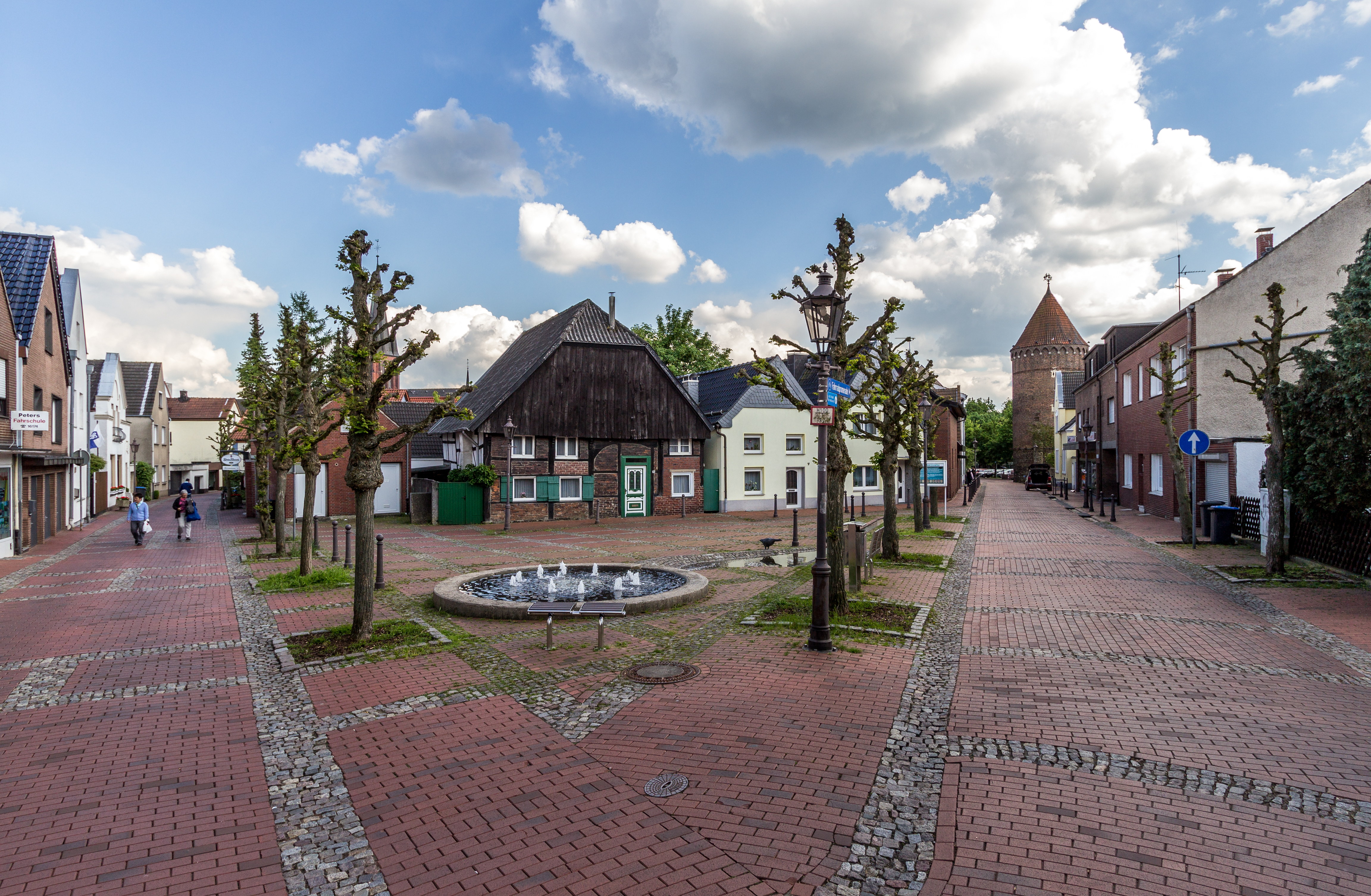
Gänsemarkt
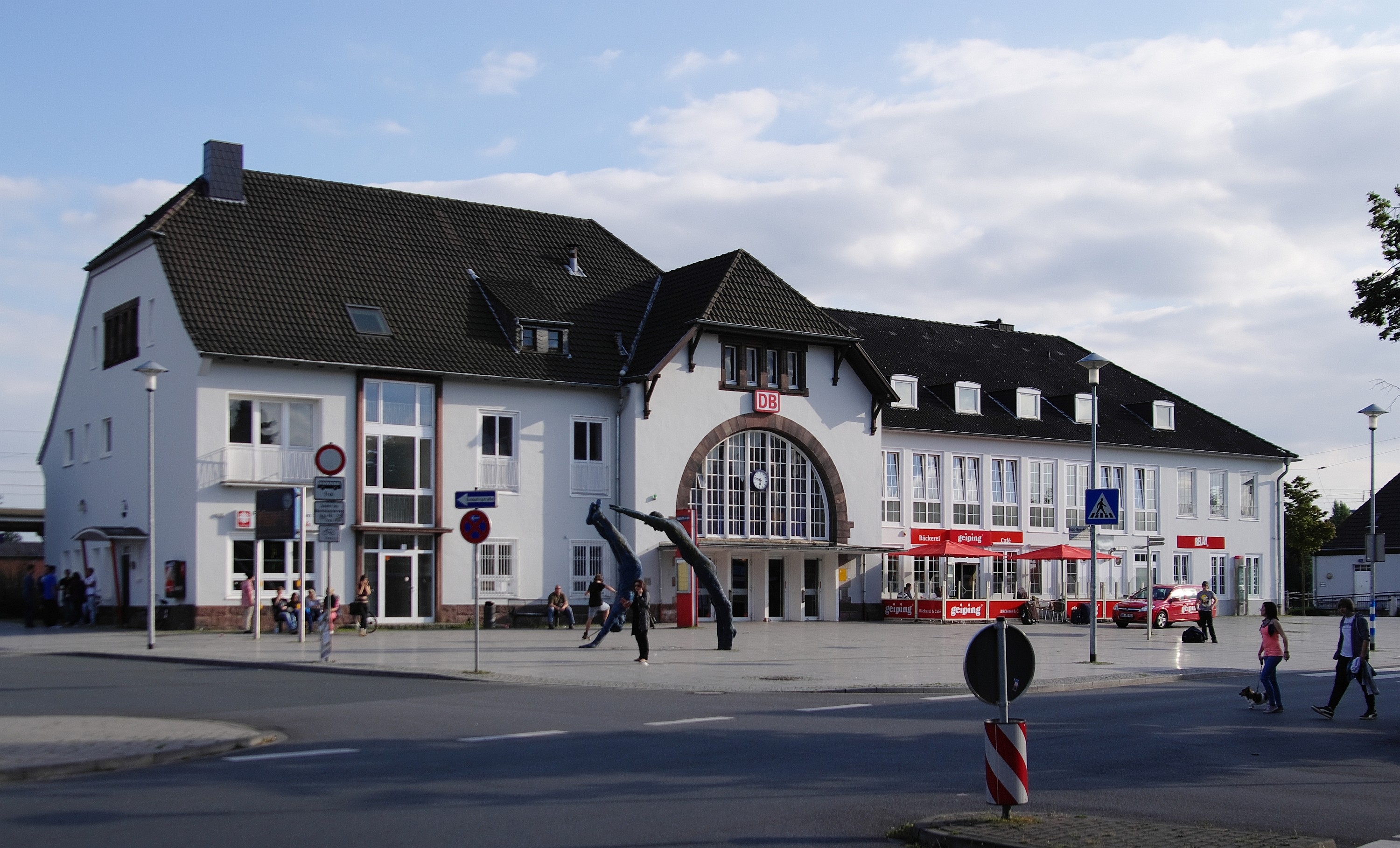
Station Haltern am See
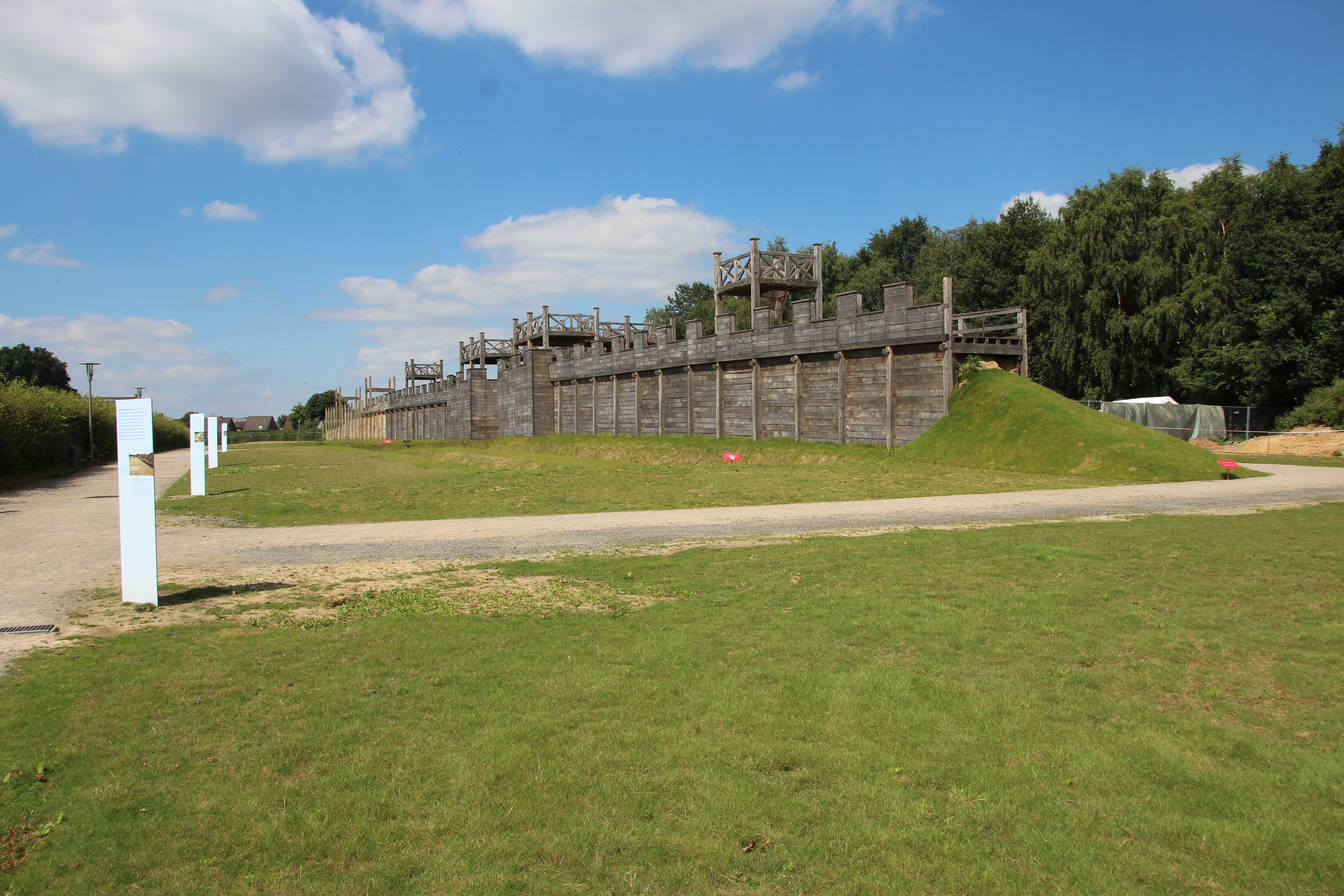
Romeins bouwwerken (2016) in het Romeins Museum
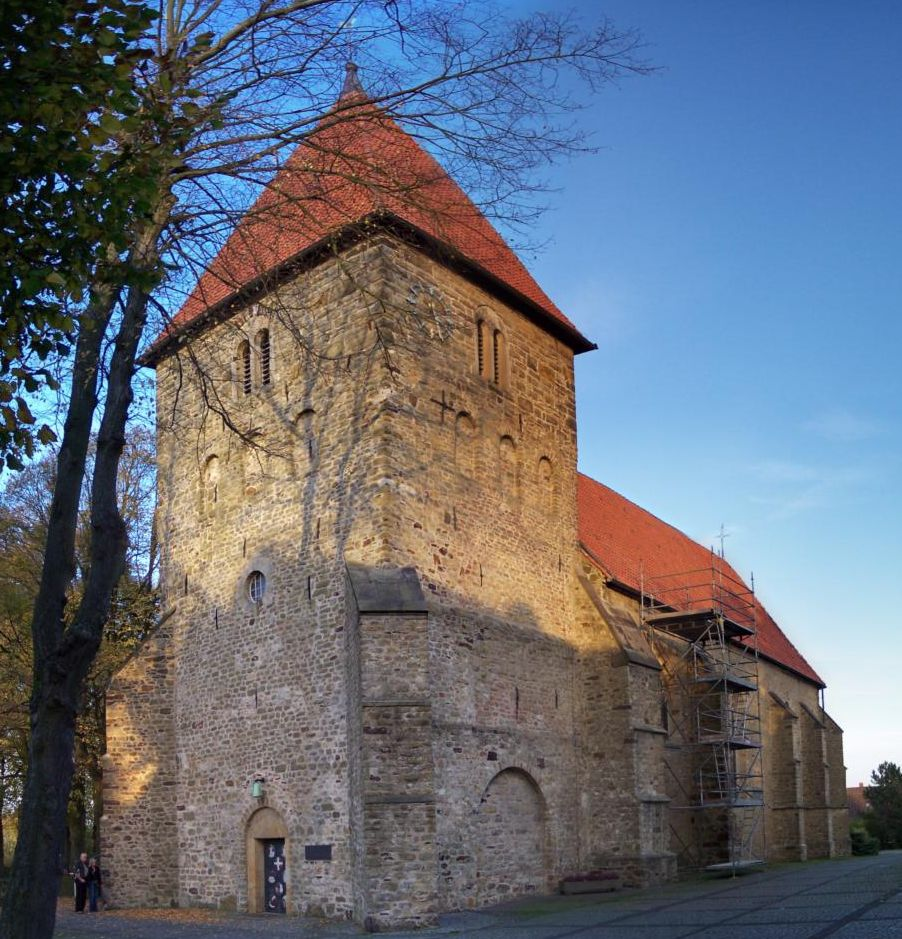
Flaesheim, St. Maria-Magdalenakerk

## Geboren
- Christoph Metzelder (5 november 1980), voetballer
- Benedikt Höwedes (29 februari 1988), voetballer